# Nightwish
'Nightwish' — фінський метал-гурт, створений 1996 року в місті Кітеє, який виконує музику в стилі симфо-павер-метал (засновником вважається Therion). Особливістю творчості гурту є поєднання жіночого оперного вокалу із атмосферою павер-металу. Nightwish — це найуспішніший із фінських гуртів: альбоми та сингли продавались у всьому світі накладом 7 мільйонів копій; серед нагород — 1 срібна, 11 — золотих та 30 — платинових.
Зайнявши чільне місце у Фінляндії вже з виходом першого синглу «The Carpenter» та дебютного альбому «Angels Fall First», гурт Nightwish не досяг світового успіху до появи альбомів «Oceanborn», «Wishmaster» і «Century Child», що вийшли у 1998, 2000 і 2002 роках, відповідно. У 2004 вийшов альбом «Once» (наклад: понад мільйон копій). Відеокліпи з цього альбому показувалися на «MTV» у Сполучених Штатах, деякі пісні Nightwish навіть включено до саундтреків американських кінострічок. Найбільший успіх у США — сингл «Wish I Had an Angel» (2004), увійшов до трьох кінострічок та сприяв туру гурту Північною Америкою. До звільнення з гурту вокалістки Тар'ї Турунен гурт встиг випустити ще три сингли та два кліпи для альбому, — а також «Sleeping Sun» (2005), та збірку найкращих пісень під назвою «Highest Hopes».
У травні 2007 року представлено колишню вокалістку гурту «Alyson Avenue» Анетт Ользон як заміну Турунен — і восени, гурт випускає новий альбом «Dark Passion Play». Тур для підтримки нового альбому відбувся з 6 жовтня 2007 по 19 вересня 2009 року. Новий EP/Live альбом «Made in Hong Kong (And in Various Other Places)» вийшов у березні 2009 року в форматах CD та MCD. Сьомий студійний альбом Imaginaerum вийшов 30 листопада 2011 року у Фінляндії та 2 грудня в інших країнах Європи.
Nightwish є третьою за успіхом гурту та третьою за продажами у рідній Фінляндії, понад 890 000 сертифікованих копій та також є найуспішнішим фінським гуртом у світі з понад 7 мільйонами проданих копій та 60 золотими та платиновими нагородами.
1 жовтня 2012 року, на вебсайті гурту та на сторінці у Facebook було оголошено про вихід вокалістки Анетт Ользон зі складу гурту.

## Історія гурту

### Angels Fall First(1996—1997)
Ідея заснувати гурт Nightwish спала на думку Туомасу Голопайнену після ночі, проведеної біля похідного вогнища зі старими друзями. Гурт утворився невдовзі після цього, у липні 1996 року. Голопайнен запрошує як вокалістку Тар'ю Турунен, яка володіє прекрасними вокальними здібностями. Третім до гурту приєднується гітарист Ерно Вуорінен.
Спочатку їхній стиль ґрунтувався на експериментах Туомаса з клавішними, акустичною гітарою і оперним вокалом Тар'ї. З жовтня по грудень 1996 року троє музикантів записали акустичний демо-альбом. До нього увійшли три композиції — Nightwish, «The Forever Moments» і «Etiäinen»: назва першої з них визначила назву колективу.
На початку 1997 року до гурту приєднався барабанщик Юкка Невалайнен, також акустичну гітару замінили на електричну. В квітні гурт вирушив до студії, для того, щоб записати сім пісень включно з допрацьованим демо «Etiäinen». Три пісні можна знайти в альбомі Angels Fall First, це єдиний альбом на якому присутній вокал Тумаса Голопайнена. Різноманітні джерела, зокрема «The Metal Observer», відмічають, що цей альбом дуже сильно відрізняється від їхньої подальшої творчості.
31 грудня 1997 року гурт дав свій перший концерт у своєму рідному містечку. Взимку наступного року Nightwish виступали лише сім разів, оскільки Емппу і Юкка проходили службу в армії, а Тар'я навчалася.

### Oceanborn / Wishmaster(1998—2000)
В квітні 1998 року почали знімання першого відеокліпу на пісню «The Carpenter»; він був готовий на початку травня.
В 1998 році до гурту долучився бас-гітарист Самі Вянскя, старий приятель Туомаса. Впродовж літа цього ж року були написані пісні для нового альбому, і на початку серпня почалася студійна робота. Запис було завершено наприкінці жовтня. 13 листопада Nightwish дали концерт в Кітєє і на цьому концерті був знятий кліп на пісню «Sacrament of Wilderness». Однойменний сингл вийшов 26 листопада, а 7 грудня вийшов новий альбом «Oceanborn».
Цей альбом дуже відрізнявся від першого технікою виконання і лірикою. В записі цього альбому взяв участь Тапіо Вільска з гурту Finntroll. Його вокал звучить в таких композиціях: «Devil and the Deep Dark Ocean» и «The Pharaoh Sails to Orion». Пісня «Walking in the Air» є кавером саундтреку до мультфільму «The Snowman», написаного Говардом Блейком. Починаючи з цього альбому, постійним художником обкладинок Nightwish стає Маркус Майер.
Критики були здивовані успіхом «Oceanborn». Він піднявся до п'ятого місця у фінському офіційному чарті альбомів, а сингл «Sacrament of Wilderness» був на першій позиції в чарті синглів протягом тижня. Взимку 1999 року Nightwish дали багато концертів, гастролювавши країною протягом трьох місяців. Навесні «Oceanborn» було видано за межами Фінляндії. У травні команда почала грати знову, гастролюючи Фінляндією впродовж двох з половиною місяців, та виступаючи практично на всіх великих рок-фестивалях. У цей же час був записаний сингл Sleeping Sun, присвячений затемненню сонця в Німеччині. У серпні сингл вийшов у Німеччині, також до складу нового диску увійшли пісні «Walking in the Air», «Swanheart» і «Angels Fall First». Він був проданий накладом понад 15 000 екземплярів тільки в Німеччині. Згодом альбом «Oceanborn» і сингл «Sacrament of Wilderness» отримали статус «Золотого диску». Також незабаром була укладена угода, за умовами якої Nightwish здійснять тур Європою разом з німецьким гуртом Rage.
2000 Nightwish брали участь у відборі на Євробачення від Фінляндії з піснею «Sleepwalker». Гурт впевнено виграла глядацьке голосування, але в другому турі, після голосування журі, була відсунута на друге місце і не допущена на конкурс
Черговий альбом — Wishmaster — вийшов у травні, і з Кітеє почався промо-тур на його підтримку. «Wishmaster» посів перше місце в хіт-параді і протримався там понад три тижні. Лише за ці три тижні він отримав статус «Золотого диску». «Wishmaster» був із захопленням прийнятий і фанатами, і критиками, а в шостому номері журналу «Rock Hard» за 2000 рік був названий альбомом місяця, попри конкуренцію з боку Iron Maiden та Bon Jovi.
«Wishmaster» також дебютував у національних чартах Німеччини та Франції, зайнявши 21 та 66 місця відповідно. Світовий тур «Wishmaster» стартував з Кітеє, продовжився на великих фестивалях Фінляндії, і завершився у далекій Південній Америці
в липні 2000 року. Тритижневий тур такими країнами, як Бразилія, Чилі, Аргентина, Панама та Мексика, став одним з найбільших досягнень гурту. Все це супроводжувалось успішними виступами на «Wacken Open Air», «Biebop Metal Fest». Також гурт взяв участь у турі з Sinergy та Eternal Tears of Sorrow. У листопаді Nightwish відвідали Канаду, де відіграли два концерти.

### Over the Hills and Far Away / Century Child(2001—2003)
Nightwish записали відео для DVD (повний концертний) і VHS
з обрізаним варіантом живого концерту (тільки для Фінляндії), що відбувся в Тампере 29 грудня 2000 року. В записі брали участь Тоні Какко з гурту Sonata Arctica і Тапіо Вільска. Матеріал вийшов в квітні 2001 року в Фінляндії, а протягом літа і по всьому світі. DVD було видано під назвою «From Wishes To Enternity». Після закінчення концерту Nightwish отримали платинові диски за «Wishmaster» і золоті диски за «Deep Silent Complete».
У березні 2001 року Nightwish знов зібрались у студії, аби записати свою версію класичної композиції Гері Мура «Over the Hills and Far Away» , з двома новими піснями («10th Man Down», яка не потрапила до Oceanborn, та «Away», яка не потрапила до Wishmaster) та рімейком на пісню «Astral Romance» (з першого альбому Angels Fall First), де замість вокалу Туомаса Голопайнена був записаний вокал Тоні Какко (Sonata Arctica). У Фінляндії цей рімейк з'явився в червні 2001 року.
Німецький лейбл звукозапису Drakkar випустив свою версію Over the Hills and Far Away, яка містить шість живих треків на додаток до чотирьох неопублікованих пісень.
Після запису альбому, Nightwish стикається з першими проблемами, як гурт. Це стосувалося басиста Самі Вянскя, непорозуміння з яким, все частіше відчував на собі вся гурт та особисто Голопайнен.
Після запису цього диску гурт покидає бас-гітарист Самі Вянскя. На його місце прийшов Марко Гієтала, залишивши гурт Sinergy. Окрім гри на своєму інструменті, Марко також співає низьким чоловічим вокалом.
У 2002 році гурт випустив альбом Century Child, та сингли «Ever Dream» і «Bless the Child». Основною відмінністю від попередніх альбомів є те, що в записі пісень взяв участь фінський оркестр, який наблизив його до класичної музики. Після першого кліпу «Bless the Child» був записаний другий «End of All Hope». В ньому використовувались кадри з фінського фільму «Книга Долі» (фін. Kohtalon kirja).
У 2003 році Nightwish випустили свій другий DVD «End of Innocence». Також улітку 2003 року Тар'я вийшла заміж. Після цього виникли чутки, що гурт може припинити своє існування. Але, попри це, колектив продовжив виступи і на наступний рік випустив черговий альбом.

### Once(2004—2005)

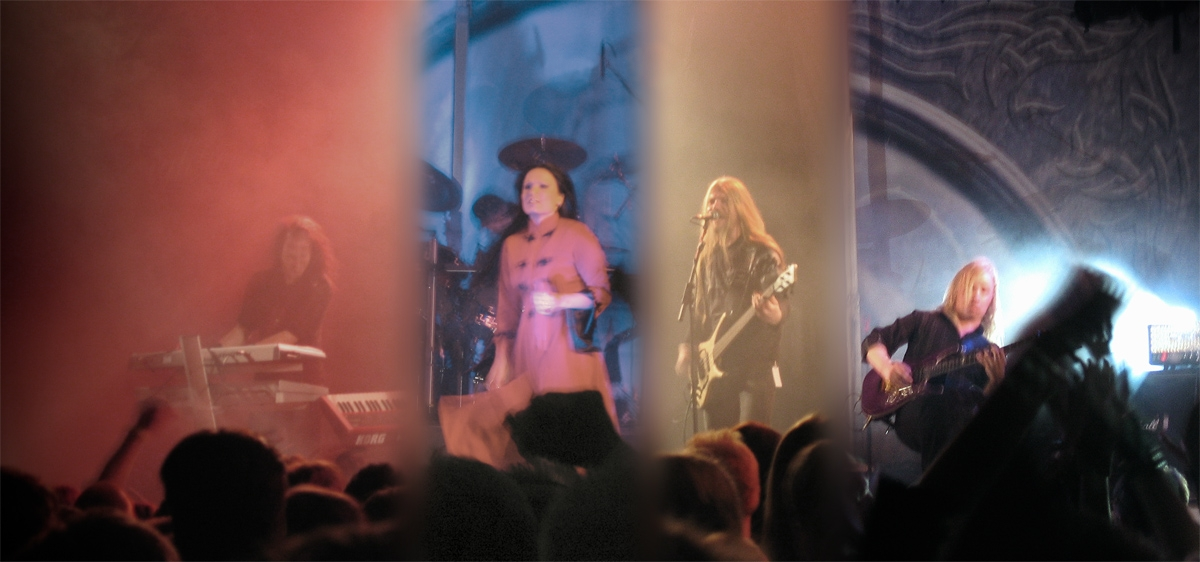
Nightwish під час концертного виступу, травень 2004

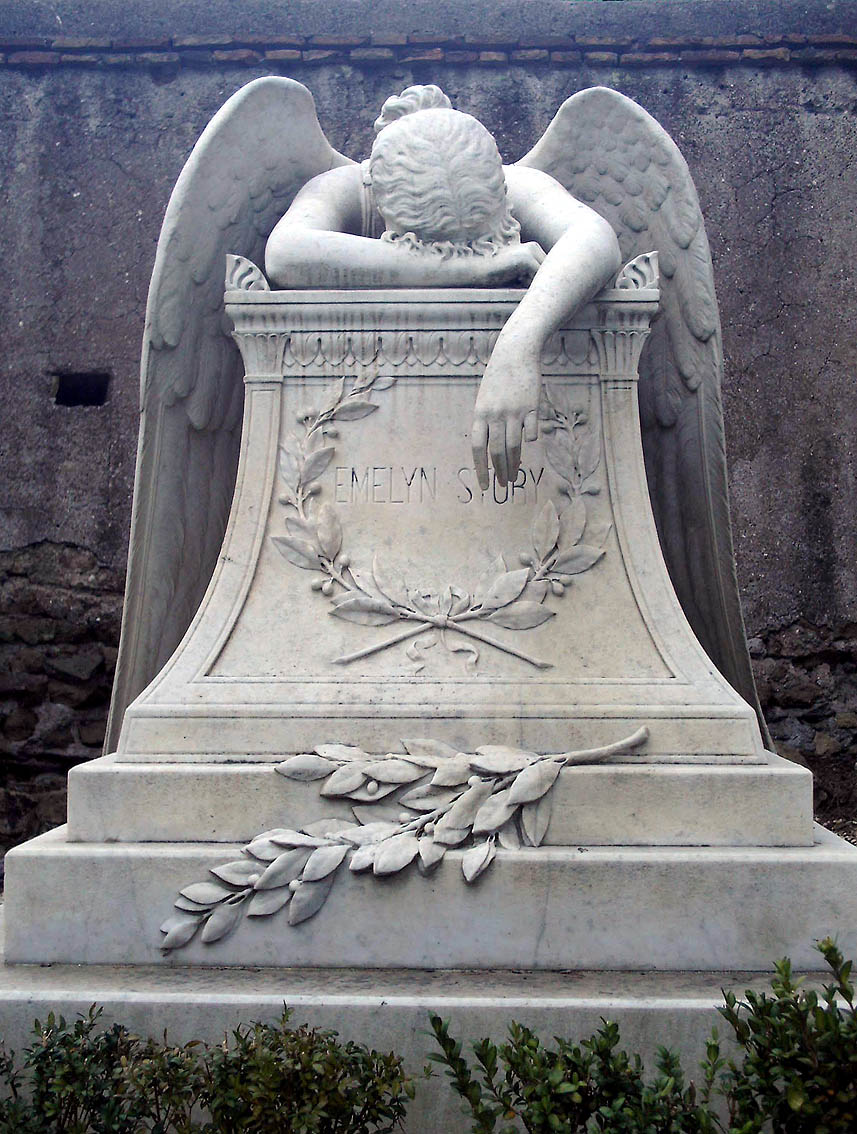
Скульптура «Янгол скорботи», зображена на обкладинці альбому «Once»

Новий альбом, названий Once, з'явився у продажу 7 червня 2004 року, після виходу синглу Nemo (лат. ніхто) з цього альбому. Для запису 9 з 11 пісень альбому знову був запрошений симфонічний оркестр. На відміну від «Century Child» в записі «Once» взяв участь не фінський оркестр, а Лондонський сесійний оркестр, який використовувався для запису саундтреку до фільму Володар перснів. Це другий альбом з піснею повністю фінською мовою — «Kuolema Tekee Taiteilijan». У запису треку «Creek Mary's Blood» взяв участь індіанець племені лакота Джон «Двічі Яструб» (англ. «Two-Hawks»). У пісні він співає рідною мовою та грає на флейті.
Окрім основного альбому «Once», вийшли такі сингли: «Wish I Had an Angel» (саундтрек до фільму «Alone in the Dark»), «Kuolema Tekee Taiteilijan» (вийшов тільки в Фінляндії та Японії) та «The Siren». Новий альбом дуже добре зустріли критики, котрі його порівнювали з «Oceanborn».
Успіх альбому дозволив гурту вирушити у світовий тур «Once», в тому числі в країни, в яких вони ще ніколи не виступали. Вони взяли участь у відкритті Чемпіонату світу з легкої атлетики 2005 року, який проходив у Гельсінкі, там гурт зіграв пісню «Nemo».
У вересні 2005 року вийшов збірник «Highest Hopes», в який були включені пісні з усіх попередніх альбомів гурту. На ньому також є кавер на композицію «High Hopes» Pink Floyd. Окрім цього було також зроблено рімейк на Sleeping Sun з альбому «Oceanborn», який також вийшов синглом. Для цього було знято кліп про середньовічну битву.

### End of an Era(2005—2006)
Після запису нового концертного DVD «End of an Era» учасники гурту вирішили, що хочуть продовжувати роботу без Тар'ї Турунен, про що повідомили її через відкритий лист. У листі вони писали Тар'ї, що її чоловік Марсело Кабулі та комерційні інтереси відштовхнули її від Nightwish, звинуватили в небажанні брати участь в житті колективу й у поганому ставленні до фанатів. Туомас Голопайнен передав їй листа після успішного завершення світового туру, з фінальним концертом на Hartwall Arena в Гельсінкі вночі 21 жовтня 2005 року. Відкритий лист згодом було опубліковано на офіційному сайті гурту.
Тар'я відреагувала на несподіване звільнення заявою, що це для неї стало шоком і невиправданою жорстокістю. Тар'я написала відповідного листа своїм шанувальникам й опублікувала його на особистому сайті. Також вона дала багато інтерв'ю різноманітним ЗМІ, розповідаючи про своє ставлення до того, що сталось.

### Dark Passion Play та Made in Hong Kong EP (2007—2009)
2006 року Nightwish приступили до запису свого шостого студійного альбому. Для заміни Тар'ї гурт запропонував кандидатам на вакантне місце вокалістки присилати свої демо-записи. Під час відбору вокалісток з'явилися спекуляції навколо того, хто став новою учасницею гурту. У відповідь на ці та інші чутки гурт розмістив оголошення на своєму сайті про те, щоб фани не вірили ніякій інформації, окрім як від них самих.
З тієї ж причини особа нової вокалістки була розкрита раніше, і 24 травня 2007 року 35-річна Анетт Ользон з шведського Кетрієнхольма була представлена як заміна Турунен. Голопайнен повідомляв в інтерв'ю, що не хоче називати нову вокалістку, доки немає готового матеріалу, щоб фанати не судили про неї лише за фотографією і колишньою роботою.
Голос і манера виконання нової вокалістки сильно відрізняються від колишньої. «У Тар'ї був свій власний стиль, який ніхто у світі не зміг би повторити краще», — повідомив Туомас, — «Ось чому ми шукали абсолютно інший голос». Eva — перший сингл з нового альбому було анонсовано в лютому. Одночасно з цим на сайті гурту став доступний семпл пісні, разом з іншими піснями нового альбому «7 Days to the Wolves», «Master Passion Greed» і «Amaranth». Спочатку реліз був запланований на 30 травня, але через витік з британського музичного сайту сингл вийшов 25 травня.
13 червня Nightwish представили назву свого нового альбому «Dark Passion Play», ілюстрації обкладинки на своєму сайті разом з назвою і обкладинкою свого другого синглу Amaranth. Сингл включає композицію «While Your Lips Are Still Red», написану Туомасом як головну тему до фінського фільму «Lieksa!». Формально ця композиція не Nightwish, оскільки виконується Марко як вокалістом і бас-гітаристом, Туомасом як клавішником і Юккою як ударником. Відео на пісню було представлене 15 червня.
Другий сингл з нового альбому — «Amaranth» — вийшов у Фінляндії 22 серпня, приблизно за місяць до альбому і отримав золотий статус менш ніж за два дні продажу. Це був перший CD-сингл з альбому, оскільки Eva розповсюджувався тільки через інтернет.
Dark Passion Play вийшов в Європі в останній тиждень вересня 2007 року, у Великій Британії — 1 жовтня, в США — 2 жовтня. Альбом вийшов в двох редакціях: однодисковій і дводисковій, включаючи один бонус-трек на першому диску і оркестрові версії всіх композицій на другому диску. Roadrunner так само випустив обмежену трьохдискову редакцію.

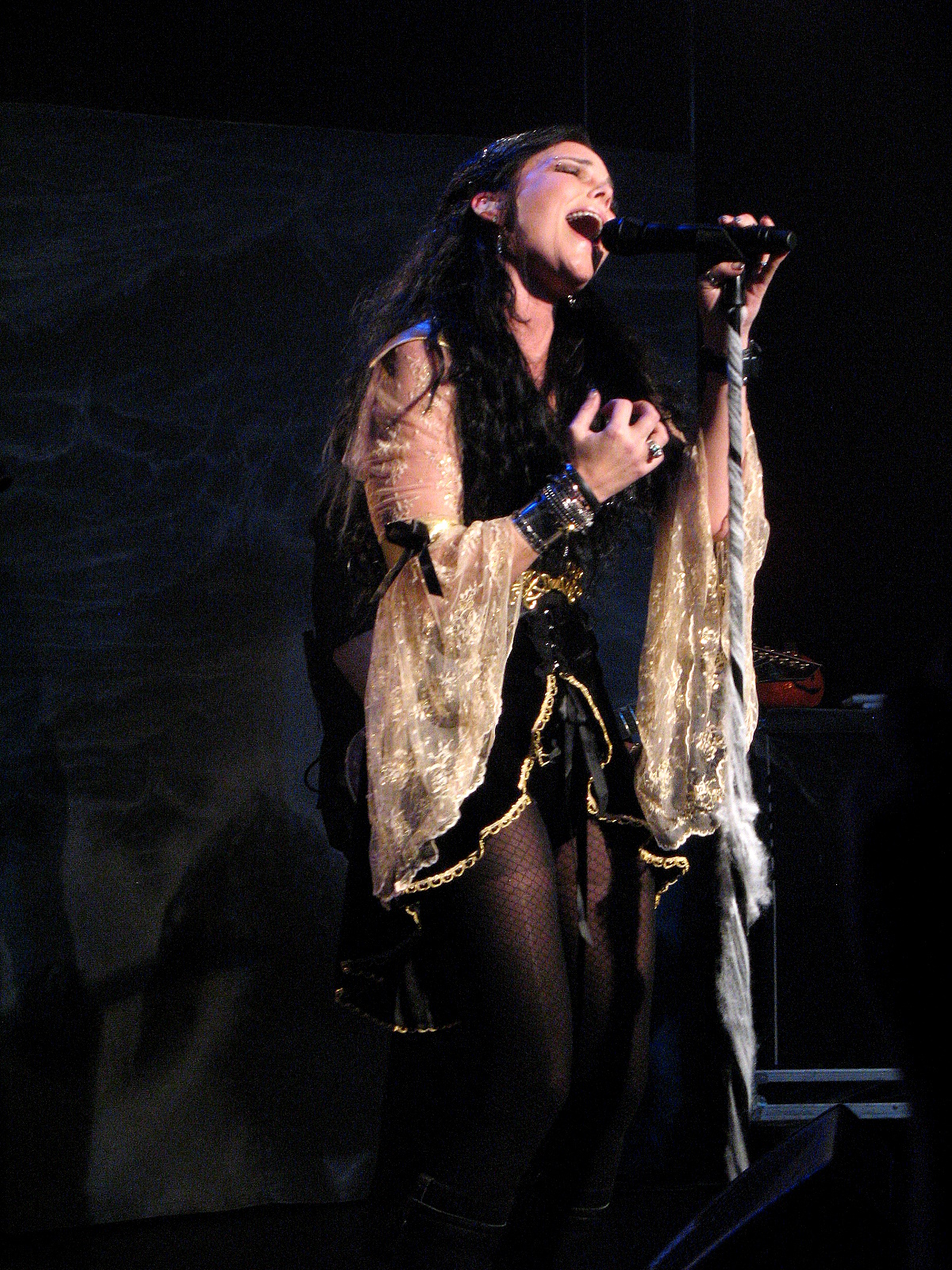
Анетт Ользон на сцені. Концерт 31 жовтня 2007 у Сієтлі

На цьому альбомі, імовірно тому, що колишня вокалістка покинула гурт, вокаліст Марко Хіетала отримав більший простір для свого вокалу. Він виконує партії бек-вокалу в кожній пісні (за винятком «Amaranth»), основного вокалу (окрім вокалу Анетт Ользон) в піснях «The Islander», «Master Passion Greed», «While Your Lips Are Still Red» and «Reach» (останні дві — з диска «Amaranth») і співає в хорі в «Bye Bye Beautiful» і «7 Days to the Wolves».
Деякі журнали, в тому числі «Kerrang!» відмітили, що звільнення Тар'ї Турунен змінило образ гурту і знищило його оригінальність. Залучення 175 музикантів оркестру і використання сольних партій в альбомі призвело до того, що творчість гурту тепер визначають як «епічний метал», особливо це стосується першої 14-хвилинної композиції альбому «The Poet and The Pendulum». Альбом отримав оцінку 5/5 журналу «Kerrang!».
Гурт провів секретний концерт в Rock Cafe в Таллінні 22 вересня. Для того, щоб приховати себе, вони представилися як «Nachtwasser», що виконують кавери Nightwish . Їхній перший офіційний концерт з новою вокалісткою відбувся в Тель-Авіві, в Ізраїлі 6 жовтня 2007 року. Dark Passion Play World Tour стартував, під час його Nightwish відвідали Сполучені Штати, Канаду, більшість країн Європи, Азії та Австралії.
Третім синглом з альбому став «Erämaan Viimeinen», раніше він був версією треку «Last of the Wilds», з альбому Dark Passion Play, але без вокалу. Він вийшов у Фінляндії 5 грудня 2007 року. Вокальні партії фінською на цьому синглі виконує Jonsu, вокалістка фінського рок/поп гурту Indica. «Bye Bye Beautiful» став четвертим синглом, який вийшов у продаж 15 лютого 2008 року. Тематика цієї пісні стосується звільнення попередньої вокалістки Тар'ї Турунен, також їй присвячена пісня (Master Passion Greed). Сингл містить один бонус-трек, «Escapist», який увійшов також у японську версію альбому Dark Passion Play. Через тиждень після виходу четвертого синглу, анонсовано п'ятий сингл, який дістав назву «The Islander». Він містив оркестрову версію епічної балади «Meadows of Heaven», інструментальну версію треку «Escapist» та нову скорочену версію заголовного треку «The Islander». Через місяць було представлено новий кліп, яке було знято наприкінці 2007 року в Рованіємі, у фінській Лапландії. Голопайнен описав відео так: «Пустеля Лапландії відповідає сюрреалізму Сальвадора Далі». Він також сказав, що цього разу пісня насправді йде пліч-о-пліч з сюжетом відео. За винятком гурту, відео показує Ханну Вуорінен актора, який виконує роль старого матроса, і запрошеного музиканта Троя Доноклея, який грає на волинці.
13 грудня 2007 Nightwish відкрили офіційну сторінку на YouTube, яка пов'язаних з їхнім офіційним сайтом. Туди завантажуються відео з багатьох їніх концертів.
Dark Passion Play Tour виявилася найдовшим туром Nightwish, який тривав з осені 2007 року по вересень 2009 року. Завершився він грандіозним концертом на Hartwall Arena, Гельсінкі з гуртомApocalyptica. Слід зазначити, що наприкінці Once Upon a Tour завершальний концерт також відбувся на Hartwall Arena в Гельсінкі. Цей концерт був знятий на DVD End of an Era, і це був останній виступ Тар'ї Турунен з гуртом.
3 березня 2008 Nightwish програли лише один голос американському метал гурту Kamelot, в Metal Storm Awards 2007. Однак і Nightwish і Kamelot були серед номінантів за найкращий Melodic Metal Альбом 2007 (Dark Passion Play, і Ghost Opera, відповідно). Kamelot також здобув премію в номінації «Найкращий музичний кліп», яку пророкували кліпу на пісню «Amaranth». Вони однак виграли в номінації «Найбільший Сюрприз 2007 року». Також вони здобули нагороду німецької Echo (Music Award) в номінації «Найкращий міжнародний гурт» за 2008 рік. Іншими номінантами були Kaiser Chiefs, Within Temptation, Foo Fighters і Marilyn Manson.
В жовтні вийшов фотоальбом фінського фотографа Ville Аксель Juurikkala і з титрами на учасників гурту, який отримав назву Dark Passion Gallery. На початку цього фотоальбому є передмова Туомаса Голопайнена. У листопаді, гурт переміг в конкурсі «Найкращий фінський виконавець» на MTV Europe Music Awards і отримала номінацію в категорії Найкращій Європейський виконавець.
6 березня 2009 року, Nightwish випустили новий, MCD / DVD, який має назву Made in Hong Kong (And in Various Other Places). Вісім live-композицій були записані під час «Dark Passion Play World Tour» в 2007—2008 роках, а сам альбом також включає один трек з синглу Bye Bye Beautiful, один з синглу «Amaranth», демо-версію треку Cadence of Her Last Breath, і бонус-DVD з трьома кліпами, а також 37-хвилинний документальний фільм Back in the Day is Now.

### Imaginaerum (2011)
15 жовтня 2010 року в пресі з'явилася інформація, що Nightwish планують записати новий альбом. Як і 4 роки назад, пре-продакшн матеріалу розпочався в глухій сільській місцевості в Фінляндії, в селищі Саві. Репетиції довелось розпочати за відсутності Анетт, яка в цей час чекала на другу дитину. 30 липня 2010 року вокалістка Nightwish Анетт Ользон народила сина і в середині жовтня 2010 року, як і було заплановано, Nightwish офіційно приступили до запису нового альбому. А вже через тиждень були записані барабанні партії. На початку січня 2011 року, згідно з повідомленнями від гурту, практично був закінчений запис партій ритм-гітари і басових партій. 10 лютого 2011 року Nightwish повідомили назву свого чергового студійного альбому — «Imaginaerum». Паралельно з записом нового альбому Nightwish готуються до знімання однойменного фільму. «Imaginarium» — це музичний фентезі-фільм за мотивами майбутнього однойменного альбому. Головний герой фільму — це композитор з буйною уявою. Він вже старий, але як і раніше вважає себе хлопчиком. В своїх снах він мандрує в своє далеке майбутнє, де до нього повертаються його давні мрії, переплітаючись зі світом фантазії і музики з його юнацтва. В сні він намагається знайти найважливіші для нього спогади. Знімання «Imaginarium» пройшло весною 2012 року в Канаді, а прем'єра фільму відбулася 10 листопада цього ж року. Щоб запобігти можливим проблемам з авторськими правами фільм був перейменований з «Imaginarium» в «Imaginaerum».
Перший сингл вийшов 9 листопада 2011 року і називався «Storytime»
Реліз «Imaginaerum» відбувся в Хельсінки в ніч з 29 на 30 листопада 2011 року. Офіційна дата релізу — 30 листопада 2011 року.
Альбом був виданий як на CD, так і на двох вінілових дисках на лейблі «Nuclear Blast» в Німеччині.
В 2012 році почався світовий тур на підтримку альбому. Перший концерт пройшов 21 січня в амфітеатрі Гібсон, в Юніверсал Сіті (Лос-Анджелес, США). Спеціальним гостем на концерті був гурт Amorphis.
1 жовтня 2012 року на офіційному сайті Nightwish була опублікована заява, згідно з якою Анетт Ользон пішла з гурту. До завершення Imaginaerum-туру гурт має намір співпрацювати з нідерландською вокалісткою Флор Янсен.

### Endless Forms Most Beautiful (2015)
9 жовтня 2013 року нідерландська вокалістка Флор Янсен була представлена, як постійна заміна Анетт Ользон. Трой Доноклі також був представлений як повноцінний учасник гурту. Ця зміна вперше призведе до появи в гурті шостого учасника.
В травні 2014 року Туомас на офіційному сайті повідомив, що в Хаттула (Фінляндія) він і продюсер Теро Кіннунен записал 12 демо (і, можливо, 3 бонус-трек) для нового альбому. Гурт розпочне репетиції в липні, в Ено (Фінляндія). Запис буде закінчено в січні 2015 року, і альбом вийде весною цього ж року, «Якщо все піде так, як заплановано», — прокоментував Туомас.
6 серпня 2014 року було повідомлено про те, що барабанщик гурту Юкка бере тимчасову відпустку за станом здоров'я (важке безсоння). Його обов'язки взяв на себе барабанщик гуртів Wintersun і Swallow the Sun Кай Хахто.
13 лютого 2015 року відбувся вихід «Élan» — першого синглу з «Endless Forms Most Beautiful».. Разом з синглом вийшов однойменний відеокліп. Окрім основної версії «Élan» до складу синглу увійшли альтернативна версія і радіо-версія. Четвертим став бонус-трек «Sagan», який не входить до складу альбому «Endless Forms Most Beautiful». Пісня про астрофізика і популяризатора науки Карла Сагана. Туомас сказав, що гурт має намір включити пісню в трек-лист альбому, але він перевищить 80-хвилинний ліміт звичайного CD, тому вони залишили трек поза альбомом.
Реліз альбому «Endless Forms Most Beautiful» відбувся 27 березня 2015 року на лейблі «Nuclear Blast». Матеріал для диску написаний під впливом Волта Вітмена і наукових праць натураліста Чарлза Дарвіна. В записі взяв участь популяризатор науки Річард Докінз.
У липні 2015 року було оголошено, що вокаліст Sonata Arctica Тоні Какко замінить Юкку Невалайнена в якості спеціального гостя гурту на фестивалі Rock in Rio у 2015 році. У грудні 2015 року Nightwish стали першим фінським гуртом, який став хедлайнером концерту на лондонській арені Вемблі. На аншлаговому шоу виступив запрошений виконавець Річард Докінз, який виконував свої партії зі сцени. Концерти у Тампере і Лондоні були зняті для концертного альбому, відомого під назвою Vehicle of Spirit.
20 серпня 2016 року гурт відіграв спеціальний ювілейний концерт на честь 20-річчя на сцені Himos Arena у Фінляндії. У шоу взяли участь оригінальний басист Самі Вянскя з піснею «Stargazers» і барабанщик Юкка Невалайнен з піснею «Last Ride of the Day». У 2017 році гурт взяв перерву, під час якої Янсен зосередилася на своїй першій дитині. Холопайнен сказав, що гурт продовжить свою діяльність між 2018 і 2020 роками, випустивши ще один альбом, який продовжить теми, досліджені в Endless Forms Most Beautiful.
9 червня 2017 року гурт оголосив, що 9 березня 2018 року відбудеться не тільки дебют дев'ятимісячного світового турне під назвою Decades: World Tour, який завершився у грудні того ж року, але й випуск нового альбому-компіляції під назвою Decades. Тур включав «рідкісний матеріал» і спеціальний сет для шанувальників; на північноамериканській частині туру кожному глядачеві був запропонований альбом Decades безкоштовно.

### Human. :II: Nature. (2020)
Дев'ятий студійний і перший подвійний альбом серед альбомів Nightwish. Вийшов 10 квітня 2020 року на лейблі Nuclear Blast. На першому диску міститься дев'ять пісень, а на другому — одну пісню, яку розділену на вісім частин. Друга половина альбому виконана в жанрі інструментальної оркестрової музики без елементів метала.
Запис альбому проходив з серпня по жовтень 2019 року в фінському таборі Röskö, студії Petrax і британському замку Тройкінгтон. Зведенням звуку займалися Мікко Карміла в студії Finnvox, а також Туомас Холопайнен і Теро Кіннунен. Мастеринг був виконаний також в студії Finnvox, за нього відповідав Міка Юссіла.
Human. :II: Nature. став першим студійним альбомом Nightwish з Каєм Хахто в якості постійного учасника гурту на барабанах.
Перший сингл альбому під назвою «Noise» був випущений 7 лютого 2020 року з супровідним музичним відео.  Другий сингл з альбому, «Harvest», був випущений 6 березня 2020 року з лірик-відео, яке супроводжувало його реліз.  У день виходу альбому Nightwish випустили лірик-відео на всі пісні альбому.  Альбом дебютував у топ-10 чартів під номером один у Фінляндії, Іспанії, Швейцарії та Німеччині, а також потрапив до чартів інших країн, включаючи Канаду, Австрію, Угорщину, Польщу та Сполучені Штати.

11 березня 2020 року Nightwish оголосили, що приєдналися до партнерства з міжнародною природоохоронною благодійною організацією World Land Trust. Разом з їхнім оголошенням вийшов відеоролик, який просував організацію, в якому, в свою чергу, звучить пісня «Ad Astra» з їхнього дев'ятого альбому.  Відповідаючи на запитання про партнерство з організацією в інтерв'ю, Флор прокоментував це так:
Це чудова організація. Відео на останню пісню з альбому, «Ad Astra», було знято спільно з ними. Вони працюють над збереженням нашої планети, скуповуючи ділянки землі і зберігаючи їх. Я вважаю лицемірством те, що ми говоримо Бразилії, що вони повинні зберегти свої тропічні ліси, в той час як європейці повністю знищили свої власні. Але в той же час, нам дійсно потрібно рятувати тропічні ліси, інакше ми зіткнемося з кліматичною кризою. Всесвітній земельний фонд співпрацює з урядами, щоб знайти альтернативні фінансові можливості для місцевого населення, щоб зупинити лісозаготівлю та вирубку лісів. Ви не можете просто сказати людям: «Припиніть це робити». Потрібно враховувати вплив на людину, а потім на навколишнє середовище.
10 липня 2020 року новий вид крабів, Tanidromites nightwishorum, який був відкритий куратором палеонтології доктором Адіелем А. Кломпмейкером з Музею природної історії Алабами, був названий на честь гурту, зокрема за їхній альбом 2015 року Endless Forms Most Beautiful.  12 серпня 2020 року доісторичний скельний притулок під назвою Alpenglow Rockshelter, виявлений у Пенсильванії, США, також був названий на честь Nightwish, зокрема на честь дев'ятого треку Alpenglow з їхнього альбому 2015 року .

12 січня 2021 року Марко Хіетала оголосив про свій відхід з гурту, пославшись на боротьбу з хронічною депресією та розчарування музичною сценою загалом. Гурт випустив ще одну заяву, в якій повідомив, що на час туру на бас-гітарі буде тимчасовий учасник, який замінить його на концертах.  У своїй заяві Хіетала написав:
Змова - це слово дня. Для любителів таких слів скажу, що 14 січня мені виповнюється 55 років, і я, безумовно, відсидів свій термін. Звинувачувати, наприклад, Туомаса - це образа, як для нього, так і для мого вільнодумства. Це дуже сумно для всіх нас. Будь ласка, будьте обережні. [...] Є кілька речей, про які ми домовилися, що я зроблю у 2021 році. В іншому випадку я дуже прошу медіа, гурти, проєкти художників і т.д. не просити мене ні про що протягом наступного року. Мені треба дещо переосмислити. Сподіваюся розповісти вам про це у 2022 році. Але це не обіцянка. Мені дуже шкода, що так сталося.
Гурт розпочав світове турне на підтримку альбому у травні 2021 року з інтерактивного прямого ефіру у таверні, побудованій у віртуальній реальності, де прозвучали пісні з альбому, а також розкрив особистість сесійного басиста Юкки Коскінена за допомогою віртуальної VIP-сесії.  Обидва виступи побили рекорди: перший зібрав 150 000 глядачів і став найпопулярнішим віртуальним виступом у Фінляндії, а касові збори перевищили мільйон євро. [Пізніше Холопайнен і Доноклі підтвердили, що віртуальні виступи були записані, які згодом вийшли на DVD 11 березня 2022 року.  Гурт відновив турне Фінляндією наприкінці липня 2021 року «секретним» виступом в Оулу. Спочатку тур був запланований на весну 2020 року, але через пандемію COVID-19 гурт переніс його на наступний рік  Тур завершився в червні 2023 року .
21 січня 2021 року гурт був номінований на фінську премію Emma Awards у категоріях «Альбом року», «Гурт року» і «Вибір глядачів року», перемігши в категорії «Метал-альбом року» . Церемонія нагородження, в якій вони були номіновані, відбулася 14 травня 2021 року на Hartwall Arena в Гельсінкі .
Після низки літніх фестивалів у Європі 21 серпня 2022 року гурт оголосив про приєднання Юкки Коскінена, як постійного бас-гітариста .

## Музика

### Вплив
Автор віршів та музики Nightwish Туомас стверджує, що отримує натхнення від музики абсолютно різних стилів і напрямів: хеві-металу, класики, фольклору, та саундтреків до фільмів. У багатьох композиціях гурту присутні фолк-елементи. На їхню музику, особливо на альбоми «Oceanborn» та «Wishmaster» вплинула творчість такого пауер-метал колективу, як Stratovarius. В альбомах «Century Child» та «Once» музиканти вирішили поєднати звучання класичної музики та металу, записуючи їх за участі симфонічного оркестру. Подібні експерименти характерні для багатьох гуртів, таких як Deep Purple, Rage, Metallica, Scorpions, а також шведського симфо-метал гурту Therion, які теж здійснили значний вплив на Nightwish. Прикладами впливу музики з фільмів є композиції «Beauty of the Beast» з альбому Century Child та «Ghost Love Score» з Once. На лірику пісень Nightwish вплинули книжки та фільми в стилі фентезі.
У той же час Nightwish самі здійснили вплив на інші гурти. Наприклад, вокалістка гурту Epica Сімона Сімонс заявила, що вона почала співати, почувши альбом «Oceanborn». Колишня вокалістка Visions of Atlantis відмітила, що Nightwish надихнули їх на створення першого альбому. Сендер Гомманс з After Forever сказав, що Nightwish впливають на створювані ним нові пісні.

### Музичний стиль
Точне визначення музичного стилю Nightwish обговорюється. Імовірно він перебуває на межі симфо-металу, павер-металу і готик-металу.
Відмітною особливістю ранньої творчості Nightwish є поєднання оперного вокалу Тар'ї, властивого скоріше для класичної оперної сцени, і жорстких гітарних рифів, агресивної атмосфери, притаманної хеві-металу. Так само в композиціях використовуються фольклорні елементи характерні для таких гуртів як фінська Amorphis. Все це доповнюється помпезними клавішними програшами.
Завдяки поєднанню різних стилів існує безліч думок, до якого з них можна віднести творчість гурту. Так авторитетний портал The Metal Crypt визначає його як павер-метал або як похідний стиль «симфо-павер-метал», створений італійським гуртом Rhapsody of Fire. Тоді як інший — EOL Audio — відносить їх до жанру «оперного металу», беручи до уваги незвичайну манеру виконання першої вокалістки гурту.
Сам же композитор і автор віршів, Туомас Голопайнен, свого часу дав визначення стилю Nightwish як «мелодійний хеві-метал з жіночим вокалом».

Я б сказав, що ми граємо мелодійний хеві-метал з жіночим вокалом. Це найпростіше, що я можу представити. Ми метал-гурт, ми граємо мелодійний метал, у нас жіночий вокал, так що цього вистачає.

З приходом нової вокалістки стиль гурту змінився. Анетт Ользон не володіє оперним вокалом, і її манера виконання ближче до інших метал-виконавців. Це робить стиль гурту більше схожим на готик- і павер-метал.

## Учасники гурту

### Поточний склад
- Флор Янсен (нід. Floor Jansen) — вокал
- Туомас Голопайнен (фін. Tuomas Holopainen) — композитор, клавішні
- Ерно «Емппу» Вуорінен (фін. Emppu Vuorinen) — гітара
- Трой Доноклі (англ. Troy Donockley[en]) — ірландська волинка, вістл, концертний вістл, бузукі, боран, гітара, бек-вокал
- Кай Хахто* (фін. Kai Hahto[en]) — барабанщик (з 2014 року замінив Юкку на живих концертах на тур «Endless Forms Most Beautiful» та інших live виступах. Також бере участь у записі нових пісень)

### Колишні учасники
- Самі Вянскя (фін. Sami Vänskä) — бас-гітара (1998—2001)
- Тар'я Турунен (фін. Tarja Soile Susanna Turunen Cabuli) — вокал (1996—2005)
- Анетт Ользон (швед. Anette Ingegerd Olzon) — вокал (2007—2012)
- Юкка Невалайнен* (фін. Jukka Nevalainen) — барабанщик (1997—2019; з 2014 року не брав участі у live концертах та записах)
- Марко Гієтала (фін. Marco Hietala) — бас-гітара, гітіра і вокал (2001—2021; 12 січня 2021 року на офіційному сайті Nightwish було опубліковано заяву про вихід Марко Гієтали з гурту і тимчасове припинення його творчої діяльності через депресію і розчарування в музичній індустрії[85])

Графік

### Музиканти, що запрошувалися
- Сампа Гірвонен[ro] (фін. Samppa Hirvonen)  — бас-гітара на дебютний тур «The First Tour of the Angels».
- Мар'яна Пелінен (фін. Marianna Pellinen)  — клавішні, бек-вокал на дебютний тур «The First Tour of the Angels».
- Тапіо Вільска (фін. Tapio «Tonquemada» Wilska) (Ex-Finntroll, Sethian) — альбоми «Oceanborn» і «Over the Hills and Far Away», концерт «From Wishes to Eternity», Тур «Decades: World Tour» (2018)
- Сем Хардвік (англ. Sam Hardwick) — голос мертвого хлопчика на «Wishmaster» і «Century Child»
- Айк Віль (англ. Ike Vil) (Babylon Whores) — чоловічий голос в пісні «The Kinslayer» із альбому «Wishmaster», «Bless the Child» в альбомі «Century Child
- Марк Брюланд (англ. Marc Brueland) — виступив разом за гуртом у 2003 на фестивалі ProgPower в Атланті. В його пам'ять присвячено пісню „Higher than Hope“ з альбому „Once“.
- Тоні Какко (фін. Tony Kakko[en]) (Sonata Arctica) — альбоми „Angels Fall First“ і „Over the Hills and Far Away“, пісня „Beauty And The Beast“, концерт „From Wishes to Eternity“, пісня „Astral Romance“ із альбому Angels Fall First
- Джон Ту-Хокс (англ. John Two-Hawks) — флейта корінних американців у пісні „Creek Mary's Blood“ із альбому»Once" — концерт End of an Era (live CD/DVD 2006)
- Лондонський філармонічний оркестр (англ. London Philharmonic Orchestra) — «Once», «Dark Passion Play»
- Йонсу (фін. Johanna "Jonsu" Salomaa) (гурт Indica) — вокал синглу «Erämaan viimeinen».
- Пекка Кусісто (фін. Pekka Kuusisto[en]) — скрипка в «The Siren», «While Your Lips Are Still Red» and «Turn Loose the Mermaids», фінальний концерт тура «Dark Passion Play» на Hartwall Areena, запис альбому «Imaginaerum», у 2018 році Пекка приєднався до Nightwish задля прем'єри фільму Imaginaerum на Hartwall Areena і брав участь у піснях «I Want My Tears Back» і «Last of the Wilds» разом з Троєм Доноклі.
- Аліса Вайт-Глаз (англ. Alissa White-Gluz) — вокал на шоу у Денвері в 2012 році пісня «Storytime», замінила Анетт Ользон поки остання була в лікарні.
- Еліз Рюд (нід. Elize Ryd) — вокал на шоу у Денвері в 2012 році, замінила Анетт Ользон поки остання була в лікарні. Пісні «Storytime», «Wish I Had an Angel», «Amaranth», «Nemo», «Over the Hills and Far Away»
- Трой Доноклі (англ. Troy Donockley[en]) — ірландська волинка на «Dark Passion Play», відеокліп The Islander, live CD/DVD Made in Hong Kong EP (2009), «Imaginaerum»
- Флор Янсен (нід. Floor Jansen) — вокал на тур «Imaginaerum»
- Кай Хахто (фін. Kai Hahto[en]) — ударні на тур «Endless Forms Most Beautiful»
- Нетта Ског[fi] (суах. Netta Skog) — аккордеон на концертах Mukkula, Gatorade Center і Hartwall Arena в турі Decades: World Tour в 2018 році.

## Дискографія

### Альбоми і мініальбоми гурту
- Angels Fall First (1997, Spinefarm)
- Oceanborn (1998, Spinefarm)
- Wishmaster (2000, Spinefarm)
- Over the Hills and Far Away (2001, Spinefarm)
- Century Child (2002, Spinefarm)
- Once (2004, Nuclear Blast)
- Dark Passion Play (2007, Nuclear Blast,Spinefarm, Roadrunnen Records)
- Made in Hong Kong (2009)
- Imaginaerum (2011, Nuclear Blast, Roadrunner Records, THE MOTLEY CONCERTS, Мистерия Звука)
- Imaginaerum: The Score (2012)
- Endless Forms Most Beautiful (2015, Nuclear Blast, Roadrunner Records)
- Decades (2018, Nuclear Blast)
- Human. :II: Nature. (2020)
- Yesterwynde (2024)

### Сингли
- The Carpenter (1997)
- Sacrament of Wilderness (1998)
- Passion and the Opera (1998)
- Walking in the Air (1999)
- Sleeping Sun (Four Ballads of the Eclipse) (1999)
- The Kinslayer (2000)
- Deep Silent Complete (2000)
- Ever Dream (2002)
- Bless the Child (2002)
- Nemo (2004)
- Wish I Had an Angel (2004)
- Kuolema Tekee Taiteilijan (2004)
- The Siren (2005)
- Sleeping Sun (2005)
- Eva (2007)
- Amaranth (2007)
- Erämaan viimeinen (2007)
- Bye Bye Beautiful (2008)
- The Islander (2008)
- Storytime (2011)
- The Crow, the Owl and the Dove (2012)
- Élan (2015)
- Endless Forms Most Beautiful (2015)
- My Walden (2016)

### Збірники
- Wishmastour 2000 (2000)
- Tales from the Elvenpath (2004)
- Bestwishes (2005)
- Highest Hopes (2005)

### DVD
- From Wishes to Eternity (2001)
- End of Innocence (2003)
- End of an Era (2006)
- Made in Hong Kong (2009)
- Imaginaerum (2013)
- Showtime, storytime (2013)
- Vehicle of spirit (2016)

### Відеокліпи
- The Carpenter (1998)
- Sleeping Sun (1998)
- Sacrament of Wilderness (1998)
- Over the Hills and Far Away (2001)
- Bless the Child (2002)
- End of All Hope (2002)
- Nemo (2004)
- Wish I Had an Angel (2005)
- Sleeping Sun (2005)
- While Your Lips Are Still Red (2007)
- Amaranth (2007)
- Bye Bye Beautiful (2007)
- The Islander (2008)
- Storytime (2011)
- Élan (2015)
- Endless Forms Most Beautiful (2015)

### Кавери

#### Виконувались тільки наживо
- «Crazy Train» Оззі Осборна
- «Wild Child» W.A.S.P.
- «Don't Talk to Strangers» Dio

#### В альбомах
- «Where Were You Last Night» Ankie Bagger[en] (на синглі «Wish I Had an Angel»)
- «High Hopes» Pink Floyd (на збірнику «Highest Hopes»)
- «Phantom of the Opera» Ендрю Ллойд-Веббер (в альбомі Century Child)
- «Symphony of Destruction» Megadeth (на синглі «Kuolema Tekee Taiteilijan»[86])
- «Over the Hills and Far Away» Гері Мур (на EP Over the Hills and Far Away)
- «Walking in the Air» Ховард Блейк[en] (на альбомі Oceanborn)
- «Crimson Tide» Ганс Ціммер (на DVD «From Wishes to Eternity»)
- «Deep Blue Sea» Trevor Rabin[en] (на DVD «From Wishes to Eternity»)